# Karimunjawa-Inseln
Die Karimunjawa-Inseln (auch Karimunjava-Inseln, indonesisch Kepulauan Karimunjawa) sind eine Inselgruppe, die zu Indonesien gehört. Die etwa 26 Inseln der Gruppe liegen in der Javasee, rund 80 Kilometer vor der Nordküste der Insel Java entfernt.
Seit 1986 sind die Karimunjawa-Inseln ein Naturschutzgebiet. Das indonesische Ministerium für Forstwirtschaft schuf 1999 den Nationalpark Karimunjawa, der sich über eine Fläche von 110.625 Hektar auf tropischen Regenwald, Mangroven und Seegebiete verteilt. Im Jahr 2001 wurden 110.117 Hektar zu einem von insgesamt sechs Meeresschutzgebieten in Indonesien erklärt.

## Geologie
Die Inseln gehören zur Landmasse des Sundalandes. In Zeitalter des Neogen war die Hauptinsel Karimun Jawa der höchste Gipfel in der Region. Während des Gelasiums wurden die Inseln vom Festland getrennt.
Die Landmasse besteht hauptsächlich aus quarzhaltigem Sandstein, Kies, Tonmineralien und schlammhaltigen Böden. Es gibt ebenfalls Abschnitte, die mit Sandstränden bedeckt sind.

## Geographie
Die Hauptinsel Karimun Jawa hat eine Landfläche von 27 Quadratkilometern. Dort befindet sich auch der Berg Gendero, mit etwa 464 m die größte Erhebung in dem Gebiet. Über einen Mangrovenwald ist die Hauptinsel unmittelbar mit der 15 Quadratkilometer großen Nachbarinsel Kemujan verbunden. Die nächstgrößere Insel ist Parang mit 8,7 Quadratkilometern.

## Inseln
| Inselname       | Aliasname   | Koordinaten           | Fläche km² | Einwohner | Anmerkung        |
| --------------- | ----------- | --------------------- | ---------- | --------- | ---------------- |
| Karimun Jawa    | Karimunjawa | 05° 51′ S, 110° 27′ O | 27,00      | …         |                  |
| Kemujan         |             | 05° 49′ S, 110° 28′ O | 14,00      | …         |                  |
| Parang          |             | 05° 45′ S, 110° 15′ O | 8,70       | …         |                  |
| Genting         |             | 05° 51′ S, 110° 36′ O | 1,80       | …         |                  |
| Nyamuk          |             | 05° 49′ S, 110° 11′ O | 1,30       | …         |                  |
| Bengkoang       |             | 05° 44′ S, 110° 24′ O | 0,92       | –         |                  |
| Menjangan Besar |             | 05° 53′ S, 110° 26′ O | 0,80       | –         |                  |
| Menjangan Kecil |             | 05° 53′ S, 110° 25′ O | 0,47       | –         |                  |
| Geleang         | Geleyang    | 05° 53′ S, 110° 21′ O | 0,30       | –         |                  |
| Seruni          |             | 05° 52′ S, 110° 35′ O | 0,30       | –         |                  |
| Mencawakan      | Menyawakan  | 05° 48′ S, 110° 21′ O | 0,24       | –         | Kura Kura Resort |
| Sintok          |             | 05° 47′ S, 110° 31′ O | 0,23       | –         |                  |
| Kembar          |             | 05° 44′ S, 110° 11′ O | 0,11       | –         |                  |
| Kumbang         |             | 05° 46′ S, 110° 14′ O | 0,09       | –         |                  |
| Sambangan       |             | 05° 51′ S, 110° 35′ O | 0,08       | –         |                  |
| Katang          |             | 05° 48′ S, 110° 10′ O | 0,03       | –         |                  |
| Krakal Besar    |             | 05° 52′ S, 110° 14′ O | 0,03       | –         |                  |
| Krakal Kecil    |             | 05° 51′ S, 110° 14′ O | 0,03       | –         |                  |
| Burung          |             | 05° 53′ S, 110° 21′ O | 0,02       | –         |                  |
| Cilik           |             | 05° 49′ S, 110° 30′ O | 0,02       | –         |                  |
| Cemara Besar    |             | 05° 48′ S, 110° 22′ O | 0,01       | –         |                  |
| Cemara Kecil    |             | 05° 50′ S, 110° 23′ O | 0,01       | –         |                  |
| Cendikian       |             | 05° 48′ S, 110° 33′ O | 0,01       | –         |                  |
| Gundul          |             | 05° 47′ S, 110° 34′ O | 0,01       | –         |                  |
| Mrican          |             | 05° 48′ S, 110° 27′ O | 0,01       | –         |                  |
| Tengah          |             | 05° 49′ S, 110° 30′ O | 0,01       | –         |                  |

## Flora und Fauna

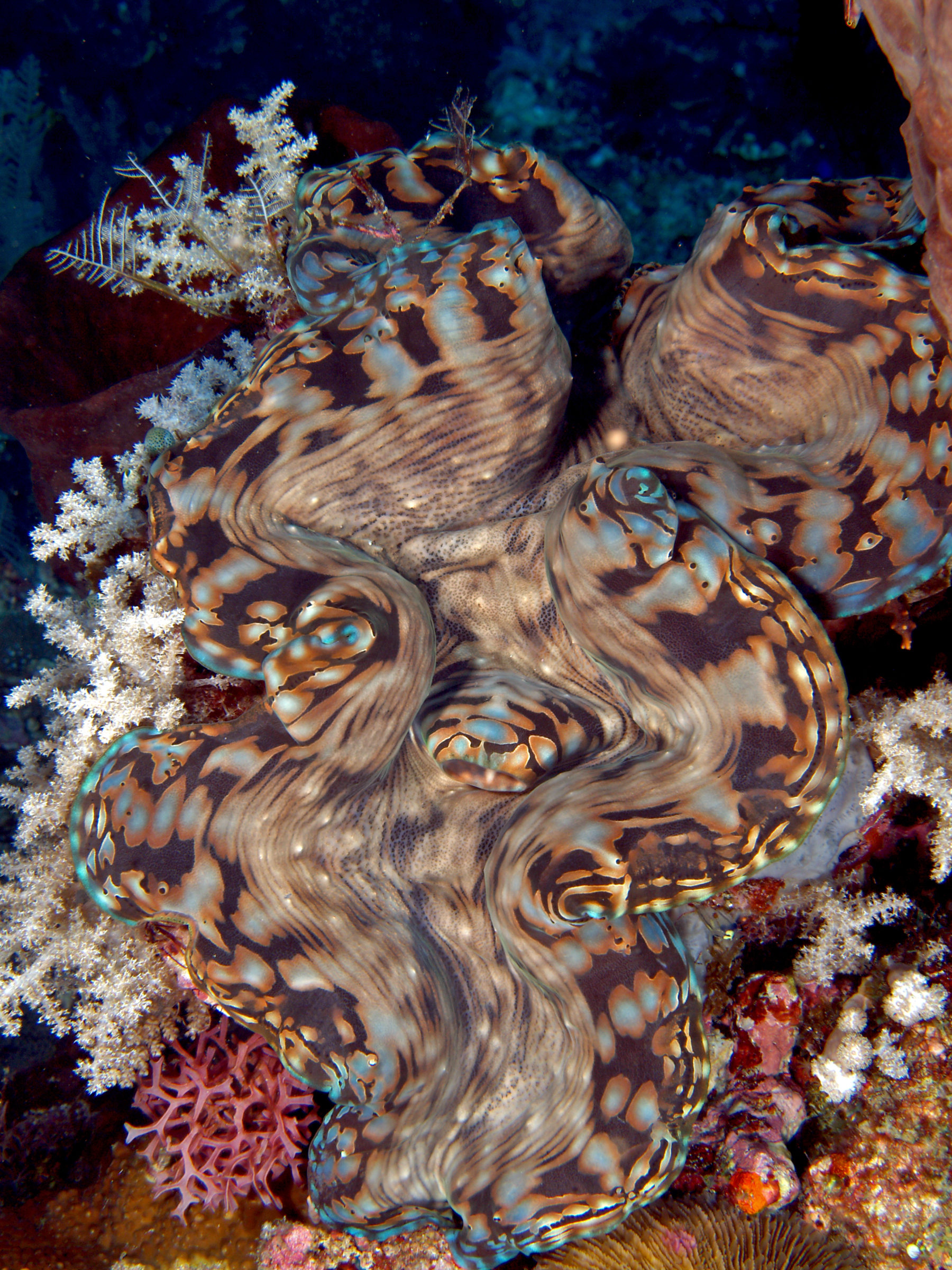
Die Schuppige Riesenmuschel (Tridacna squamosa) ist eine von mehreren seltenen Riesenmuschelarten, die hier vorkommt

Das Ökosystem besteht aus einer reichen Tier- und Pflanzenwelt. Es gibt Gebiete mit Korallenriffen, Seegraswiesen, Mangrovenwälder, küstennahe Wälder und etwas höher gelegene Bereiche mit tropischem Regenwald. Drei Inseln sind Lebensraum von Macaca fascicularis karimondjiwae, einer Unterart der in Südostasien verbreiteten Javaneraffen. Ihre Zahl wurde im Jahr 2008 auf unter 500 geschätzt. Weiterhin kommen Mähnenhirsche, Malaiische Schuppentiere oder Malayische Mokassinottern vor.
Auf den Inseln kommen 40 verschiedene Vogelarten vor. Auf den zwei Inseln Burung und Gelean befinden sich Brutstätten des Weißbauch-Seeadlers. Weitere Vogelarten sind beispielsweise die Sundafruchttaube, die Bronzefruchttaube sowie Unterarten des Gelbbauchbülbüls (Pycnonotus goiavier var. karimudjawae) und des Bartsittichs (Psittacula alexandri var. karimundjawae). Zugvögel wie der Flussuferläufer oder der Regenbrachvogel wurden beobachtet, aber auch Schmetterlinge wie Idea leuconoe karimondjawae, eine Unterart der Weißen Baumnymphe.
Es gibt mehrere Saumriffe und Barriereriffe, dazu einige Schiffswracks im Wasser. Dort kommen 16 geschützte Tierarten vor, zum Beispiel die Suppenschildkröte und die Echte Karettschildkröte, verschiedene Arten von Riesenmuscheln, wie die Grabende Riesenmuschel, Hippopus hippopus, die Eingewachsene Riesenmuschel, die Schuppige Riesenmuschel und die Glatte Riesenmuschel. Neben Nautilus pompilius, eine von nur noch sechs existierenden Arten der Perlboote, stehen auch die Helmschneckenart Gehörnte Helmschnecke, das Tritonshorn und Turbo marmoratus unter Schutz. Insgesamt wurden mehr als 90 Korallenarten aus 51 Gattungen, darunter die seltene Orgelkoralle oder Schwarze Korallen, und 242 verschiedene Arten von Riff-Fischen gezählt.
Die Seegrasgebiete werden von Thalassia und Enhalus geprägt. Insgesamt wurden 10 verschiedene Gattungen gezählt. Es kommen verschiedene Seetangpflanzen im Wasser vor, wie beispielsweise Caulerpa oder Halimeda, die zu den Grünalge zählen, verschiedene Braunalgen wie Golftange, Padina oder Turbinaria reniformis sowie die Rotalgen Gracillaria, Gelidium, Hypnea oder Acanthophora. Mangroven, wie Rhizophora mucronata, bedecken eine Fläche von etwa 400 Hektar. Es kommen 13 Gattungen mit 32 verschiedenen Arten vor. An den Küstengebieten leben verschiedene Pflanzenarten, wie der Lindenblättrige Eibisch, Streblus asper aus der Familie der Maulbeergewächse, die Schachtelhalmblättrige Kasuarine oder der Katappenbaum. Teile der Insel sind mit tropischem Tieflandregenwald bedeckt, es kommen verschiedene endemische Arten vor, wie Fagraea elliptica, Cordia subcordata oder Pemphis acidula, die zur Familie der Weiderichgewächse gehört.

## Klima
Das Klima ist durch den Monsun geprägt, der einmal aus Nordwesten kommt und dann durchschnittlich etwa 40 Millimeter Regen pro Tag bringt. Wenn er zwischen April und Oktober aus Südosten kommt, wehen trockene warme Winde aus Ost bis Südost. Die Meeresströmung bewegt dann Wassermassen aus Richtung Floressee Richtung Westen.

## Verwaltung
Die Karimunjawa-Inseln bilden einen eigenen Unterdistrikt (Kecamatan) im Regierungsbezirk Jepara, der sich in der Provinz Zentral-Java befindet. Dieser ist in die vier Dörfer (Desa) Karimunjawa, Kemojan, Parang und Nyamuk unterteilt, welche die unterste Verwaltungsebene darstellen. Die Broschüre Kecamatan Karimunjawa Dalam Angka 2021 weist folgende Daten für die vier Dörfer auf:
| Desa            | Fläche | Einwohner | Dichte | Sex Ratio |
| --------------- | ------ | --------- | ------ | --------- |
| 001 Karimunjawa | 23,61  | 5.003     | 211,9  | 103,5     |
| 002 Kemujan     | 18,61  | 3.056     | 164,2  | 106,5     |
| 003 Parang      | 01,38  | 1.110     | 804,3  | 106,3     |
| 004 Nyamuk      | 04,87  | 0.620     | 127,3  | 113,8     |
| Summe           | 48,47  | 9.789     | 202,0  | 105,4     |

Der Stand bezieht sich auf die Volkszählung Im September 2020 (Sensus Penduduk 2020 – SP2020).

## Geschichte
Name und Entdeckung gehen auf eine Zeit zurück, als sich der Islam in Indonesien ausbreitete. Einer Legende zufolge soll Sunan Nyamplungan oder Amir Hasan, der auch dort begraben sein soll, zu den Inseln gereist sein. Sein Vater, Sunan Muria, einer der „neun Vertrauten (Gottes)“, auch Wali Songo genannt, hatte ihn zuvor weggeschickt. Von dem Vulkan Muria an der Nordküste von Java konnte Sunan Muria die Inseln am Horizont nicht klar oder verschwommen erkennen, was auf javanisch kremun-kremun soko jowo heißt. Daraus hat sich der Name Karimunjawa entwickelt.
Während der Kolonialzeit reisten einige Forschungsreisende zu den Karimun-Inseln, beispielsweise der Niederländer Johannes Elias Teijsmann im Jahr 1854 oder Rudolf Schlechter im Jahr 1910.

## Bevölkerung
Die Bevölkerung setzt sich aus Javanern, Maduresen, Bugis, Mandar, Luwu und Bajak  zusammen. Fünf Inseln sind bewohnt. Die meisten der 9.789 Einwohner (Stand 2020) leben im namensgebenden Dorf Karimunjawa an der Südwestspitze der Hauptinsel. Weitere bewohnte Inseln sind Kemujan, Nyamuk, Parang und Genting.

## Wirtschaft

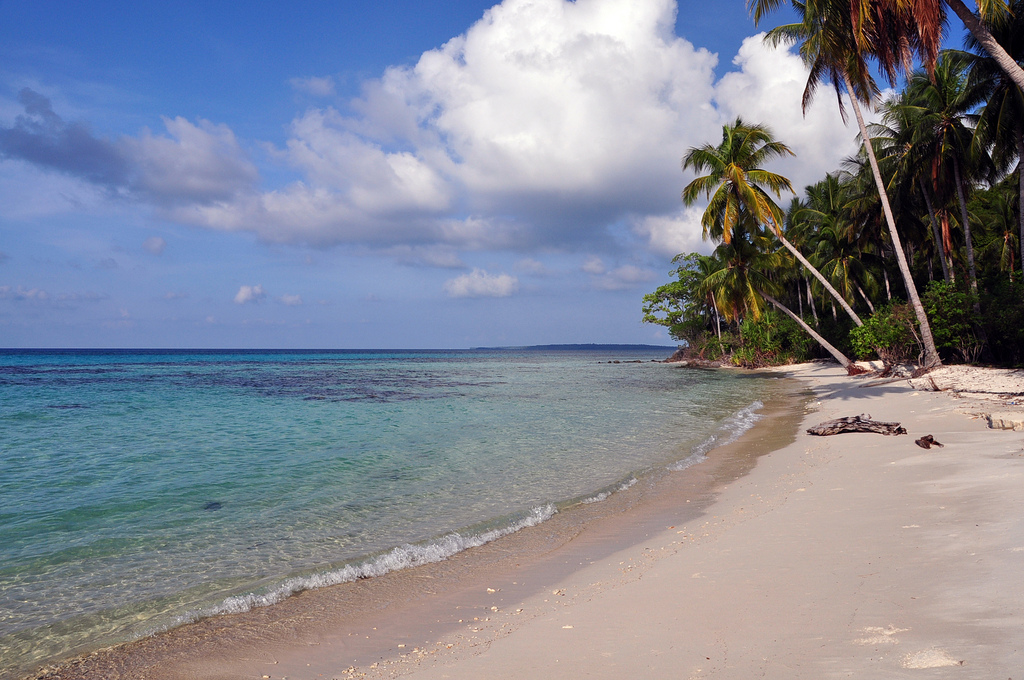
Der Sandstrand von Karimunjawa am Kap Gelam

Mit 45,4 Prozent lebt etwas weniger als die Hälfte der Bevölkerung vom Fischfang. Weitere 18,5 Prozent sind mit dem Anbau von Lebensmitteln beschäftigt (Stand 2008).
Pro Jahr besuchen einige tausend Touristen den Nationalpark Karimunjawa, viele davon sind wohlhabende Indonesier und ausländische Taucher. Die meisten Hotels befinden sich auf der Hauptinsel Karimunjawa. Im Dorf Karimunjawa gibt es einen Tauchlehrer, er führt die Djawa Dive-Tauchbasis. Auf der Privatinsel Menyawakan  gibt es ein Resort der Oberklasse mit CMAS-Tauchbais.

## Verkehr
Auf der Insel Kemujan befindet sich ein Flughafen mit einer Verbindung in die Provinzhauptstadt Semarang. Der Hafen liegt auf der Hauptinsel Karimunjawa. Dort fährt eine Fähre nach Jepara und ein Schnellboot nach Semarang.
Es existieren etwa 22 Kilometer Straßen. Eine führt um die bergige Insel Karimunjawa nach Kemujan. Die Benutzung eines Ojeks ist eine gebräuchliche Variante im Nahverkehr.